# М'якиш-Новий
М'якиш Новий (пол. Miękisz Nowy) — село у Польщі, у гміні Ляшки Ярославського повіту Підкарпатського воєводства.
Населення — 643 особи (2011).
Знаходиться за 21 км на схід від Ярослава.

## Історія
У 1939 році в селі проживало 1 630 мешканців (1 150 українців, 10 поляків, 280 польських колоністів, 150 латинників, 30 євреїв).

Церква св. Трійці у с. Мякиш Новий, споруджена у 1809 р., зруйнована у 1948-49 рр. (фото до 1923 р.)

16 серпня 1945 року Москва підписала й опублікувала офіційно договір з Польщею про встановлення лінії Керзона українсько-польським кордоном. Українці не могли протистояти антиукраїнському терору після Другої світової війни. Частину добровільно-примусово виселили в СРСР (839 осіб — 184 родини). Решта українців попала в 1947 році під етнічну чистку під час проведення Операції «Вісла» і була депортована на понімецькі землі у західній та північній частині польської держави, що до 1945 належали Німеччині.
У 1975—1998 роках село належало до Перемишльського воєводства.

## Демографія
Демографічна структура станом на 31 березня 2011 року:
|          | Загалом | Допрацездатний вік | Працездатний вік | Постпрацездатний вік |
| -------- | ------- | ------------------ | ---------------- | -------------------- |
| Чоловіки | 332     | 85                 | 212              | 35                   |
| Жінки    | 311     | 70                 | 176              | 65                   |
| Разом    | 643     | 155                | 388              | 100                  |